# Université océanographique de Tokyo
L'Université océanographique de Tōkyō (東京海洋大学, Tōkyō Kaiyō Daigaku, couramment abrégée en Kaiyōdai, 海洋大 ou en TUMSAT) est une université nationale japonaise, située à Tōkyō.

## Histoire
L'université a été créée en 2003 de la fusion de l'Université de Tōkyō de la marine marchande, et de l'Université de Tōkyō de la pêche.

## Composantes
L'université est structurée en facultés de 1er cycle (学部, gakubu), qui ont la charge des étudiants de 1er cycle universitaire, et en faculté de cycles supérieurs (研究科, kenkyūka), qui a la charge des étudiants de 2e et 3e cycle universitaire.

### Facultés de1ercycle
L'université compte 2 facultés de 1er cycle (学部, gakubu).
- Faculté de sciences de la mer
- Faculté de techniques de la mer

### Facultés de cycles supérieur
L'université compte 1 faculté de cycles supérieurs (研究科, kenkyūka).
- Faculté de sciences et de techniques de la mer